# Chiloepalpus factilis
Chiloepalpus factilis är en tvåvingeart som först beskrevs av Henry J. Reinhard 1964.  Chiloepalpus factilis ingår i släktet Chiloepalpus och familjen parasitflugor. Inga underarter finns listade i Catalogue of Life.